# Route départementale 31 (Mayenne)
Pour les articles homonymes, voir Route départementale 31.
La route départementale 31 est une route départementale située dans le département français de la Mayenne. C'est l'ancienne route nationale RN 799. Elle assure la liaison entre Laval au sud et Landivy au nord en passant par Ernée.
La section Laval - Ernée est à 2x2 voies sur 15 km. Cet aménagement permet le désenclavement de la ville d'Ernée et du nord Mayenne, ainsi que les liaisons vers Fougères et la Normandie via l'A84.

## Histoire
La route nationale 799 ou RN 799 était une route nationale française reliant Saint-Lô aux Chênes Secs. À la suite de la réforme de 1972, elle a été déclassée en RD 999 dans la Manche et en RD 31 dans la Mayenne.
Le 3 août 1944, les américains venus de Normandie, empruntèrent cette route pour libérer Landivy, et le reste du département de la Mayenne. La RD31 porte le nom "avenue de la Libération" au nord d'Ernée.
Depuis son déclassement en route départementale, de nombreux aménagements ont été effectués :
- 1993 : Contournement nord-est d'Ernée entre la RD107 (route de Gorron) et la RN12 (route de Mayenne)[2]
- 1995 : Mise à 2x2 voies entre La Baconnière (nord) et Le Tertre[3]
- 2000 : Contournement sud-est d'Ernée entre la RN12 (route de Mayenne) et la RD31 sud (route de Laval)[2]
- 2002 : Mise à 2x2 voies entre Les Chênes-Secs et Saint-Roch[3]
- 2009 : Mise à 2x2 voies entre La Baconnière (sud) et La Baconnière (nord)[3]
- 2012 : Mise à 2x2 voies entre Saint-Roch et La Baconnière (sud)[3]
- 2014 : Mise à 2x2 voies entre Les Chênes-Secs et l'autoroute A81 (à la suite de la construction de la LGV Bretagne-Pays de la Loire)[4]
- 2019 : Contournement nord d'Ernée entre la RD107 (route de Gorron) et la RD31 nord (route de Landivy)[5]
- 2021 : Les sections limitées à 80 km/h repassent à 90 km/h, sauf sur le contournement d'Ernée et entre Landivy et le département de la Manche[6]

## Itinéraire
La route départementale 31 démarre son parcours sur la Route de Fougères à Laval et s'achève à la limite du département de la Mayenne à Landivy.
Détail du tracé :
- Carrefour giratoire entre D31 et D900 (rocade de Laval) :
  - D900 : Laval, Le Mans, Alençon, Tours, Craon
  - D900 : Rennes, Saint-Berthevin, ZA des Dahinières
  - D31 :  Rennes,  Le Mans, Fougères, Saint-Ouën-des-Toits, La Baconnière, Ernée
- Début de la RD31.
- Intersection de la D561 : Changé, Golf 27 Trous ; Centre Équestre, Base LGV
- Créneau de dépassement. (Sens Ernée - Laval sur 800 m.)
- Carrefour giratoire entre D31 et A81 : 
  - D31 : Laval, Changé, Saint-Berthevin, Craon, Golf 27 Trous, Base LGV
  - Les Landes
  -  A81 : Le Mans, Vitré, Rennes (Péage)
  - D31 : Fougères, Saint-Ouën-des-Toits, Pontmain, Ernée, Pôles Environnement
- Carrefour giratoire entre D31 et C11 : 
  - D31 :  A81, Laval, Changé
  - C11 : La Martinière, La Beltière, Ernée, Fougères (Véhicules lents)
  - C11 : Le Louvray, Parking PL, Aire de Covoiturage des Chênes Secs
  - D31 :  Fougères, Pontmain, Ernée, Saint-Ouën-des-Toits, Pôles Environnement
- Voie expresse sur 1 km.
- Avant giratoire.
- Carrefour giratoire entre D30 et D31 : 
  - D31 :  A81, Laval, Changé
  - C6 : Coopérative Agricole, Les Hêtres, Pôle Environnement CI1, La Mardelle, Laval, Changé (Véhicules Lents)
  - C19 : VC des Besneries, Pôle Environnement CI2, Fougères, Ernée (Véhicules Lents)
  - D30 : Le Genest-Saint-Isle, Saint-Ouën-des-Toits, Abbaye de Clermont, Musée Jean Chouan
  - D31 :  Fougères, La Baconnière, Ernée, Andouillé, Pontmain
- Voie expresse sur 14 km.
- D115 : Saint-Ouën-des-Toits, Andouillé
- (Sens Laval - Ernée) : La Baconnière-Sud
- D514 (Depuis et vers Ernée) : La Baconnière-Nord, Le Bourgneuf-la-Forêt
- Réduction à 1 voie.
- D165 : Chailland, Juvigné, Saint-Hilaire-du-Maine
- 8 Intersections secondaires.
- Intersection de la D209 : Montenay, Vautorte
- 4 Intersections secondaires.
- (Sens Laval - Ernée) : Parc d'Activité de la Querminais
- Carrefour giratoire entre D31 et {{{2}}} : 
  - D31 :  A81, Laval, Chailland, La Baconnière
  - Centre Commercial
  - Ernée-Centre, Parc d'Activités de la Hainaud
  - D31 : Fougères, Saint-Hilaire-du-Harcouët, Pontmain, Gorron, Mayenne, Montenay, Parc d'Activité de la Querminais
- Rocade Sud-Est d'Ernée. (en service)
- : Parc d'Activité de la Querminais, Parc d'Activités de la Hainaud
- Carrefour giratoire entre D31 et D289 :
  - D31 :  A81, Laval, Chailland, La Baconnière, Parc d'Activité de la Querminais, Parc d'Activités de la Hainaud
  - Ernée-Quartier Charné Sud, Parc d'Activités de la mission Pont Bascule
  - D289 : Montenay
  - D31 : Fougères, Saint-Hilaire-du-Harcouët, Pontmain, Gorron, Mayenne, Ernée-Centre
- Rocade Sud-Est d'Ernée. (en service)
- Carrefour giratoire entre N12 et D107 (D31) :
  - D31 :  A81, Laval, Montenay, Chailland, La Baconnière
  - Le Domaine
  - N12 : Alençon, Vautorte, Mayenne
  - N12 : Fougères, Rennes, Saint-Hilaire-du-Harcouët, Pontmain, Ernée-Centre
  - D107 (D31) : Gorron, Saint-Denis-de-Gastines, PA du Charné, ZA du Fay, Espace Culturel Louis Derbré
- Rocade Nord-Est d'Ernée. (en service, tronc commun avec la D107)
- : Intersection : Ernée, PA de Charnée, Espace Louis Derbré
- Carrefour giratoire entre D107 (D31) et {{{2}}} :
  - D107 (D31) : Laval, Parc d'Activité de Charnée, Espace Louis Derbré
  - Ernée-Centre, ZA du Fay
  - D107 : Gorron, Saint-Denis-de-Gastines
  - D31 : Saint-Hilaire-du-Harcouët, Pontmain, Montaudin, Larchamp
- Rocade nord-est d'Ernée
- Carrefour giratoire entre D220 et D31 : 
  - D31 :   A81, Laval, Alençon, Fougères, Mayenne
  - D220 : Ernée-Centre
  - D220 : Carelles
  - D31 :  Saint-Hilaire-du-Harcouët, Pontmain, Montaudin, Larchamp
- :
  -  Créneau de dépassement, sens Ernée - Landivy (800 m)
  - D 523 : Larchamp
  - D 224 : Larchamp, Saint-Denis-de-Gastines
- Traversée de Montaudin :
  - D 528 : Saint-Ellier-du-Maine
- :
  -  Carrefour giratoire  D 33 (La Tannière) : Fougères, Gorron
  - D 116 : Fougerolles-du-Plessis, La Dorée
  -  Créneau de dépassement, sens Ernée - Landivy (600 m)
  -  Carrefour giratoire  D 290 (Saint-Mars-sur-la-Futaie) : Pontmain
- Traversée de Landivy :
  - D 122 : Fougerolles-du-Plessis, Pontmain
  - D 134 : Louvigné-du-Désert
- Devient D 999 (Manche)

## Aménagements futurs
Deux projets concernent l'amélioration de la RD31 :
- Mise à 2x2 voies de la section Chailland-Ernée[7] : avec un coût estimé de 34 millions d'euros pour 7 km, cette portion achèvera l'aménagement en voie expresse entre Ernée et Laval. Elle est inscrite au plan routier départemental 2016-2021.
- Création d'une voie de liaison entre la RD31 et la RD900 (rocade de Laval)[7] : cette nouvelle route permettra de rejoindre plus rapidement l'A81 pour les véhicules venant de la route de Rennes (RD57). Bien que cette route soit inscrite au plan routier départemental 2016-2021, elle ne sera réalisée que si la plateforme de transport combiné rail-route est construite à Saint-Berthevin.

La RD31 est aussi concernée par le projet de contournement d'Ernée par la route nationale 12. En effet, cette route traverse toujours le centre-ville d'Ernée (axe ouest-est), tandis que la RD31 (axe sud-nord) contournera totalement Ernée par l'est en 2019. Seul 1/4 de l'itinéraire reste donc à aménager pour dévier la RN12 du centre-ville. Cette nouvelle section partira de l'actuelle N12 à l'ouest (route de Fougères), et rejoindra la RD31 par le nord (route de Landivy) ou par le sud (route de Laval).

## Galerie

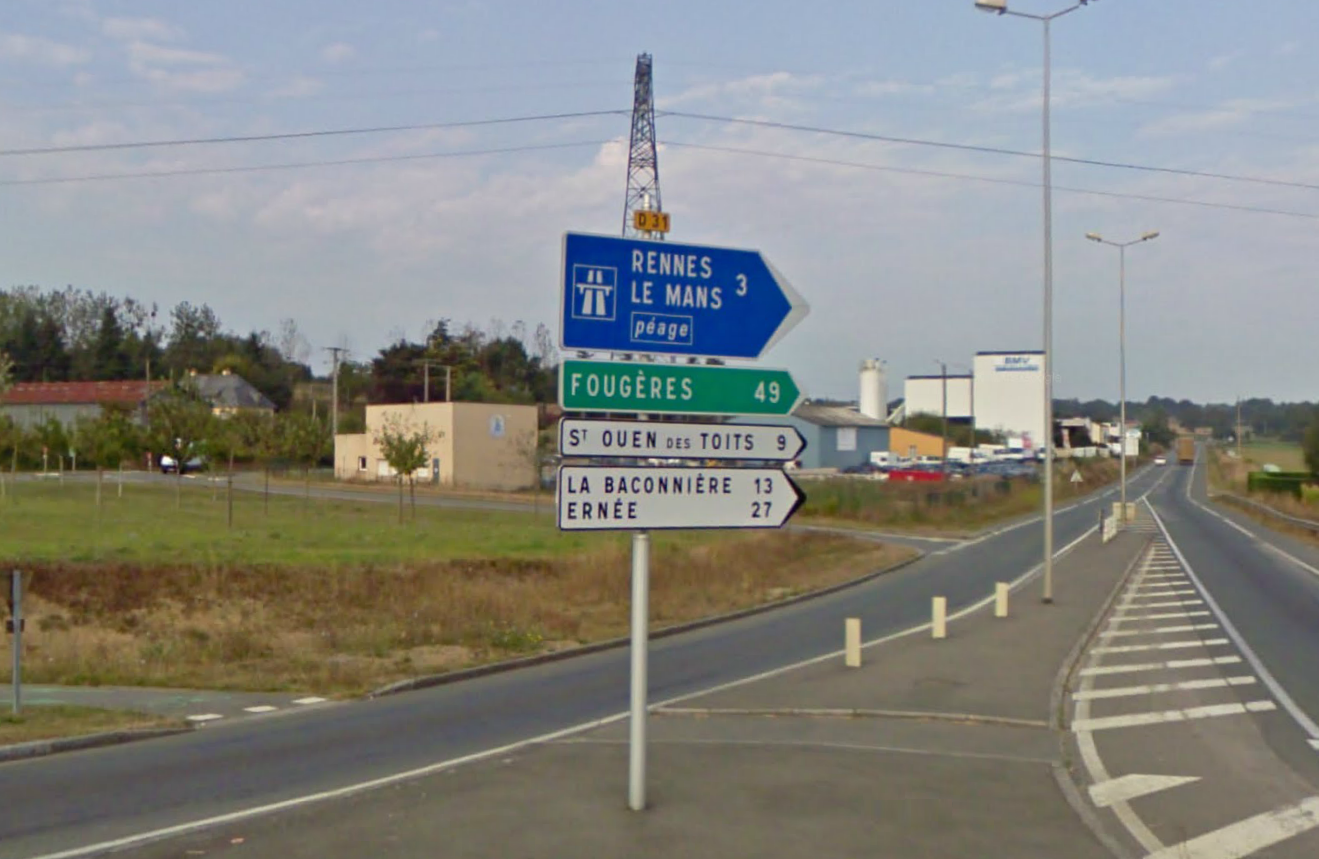
L'extrémité sud de la RD31 à Laval
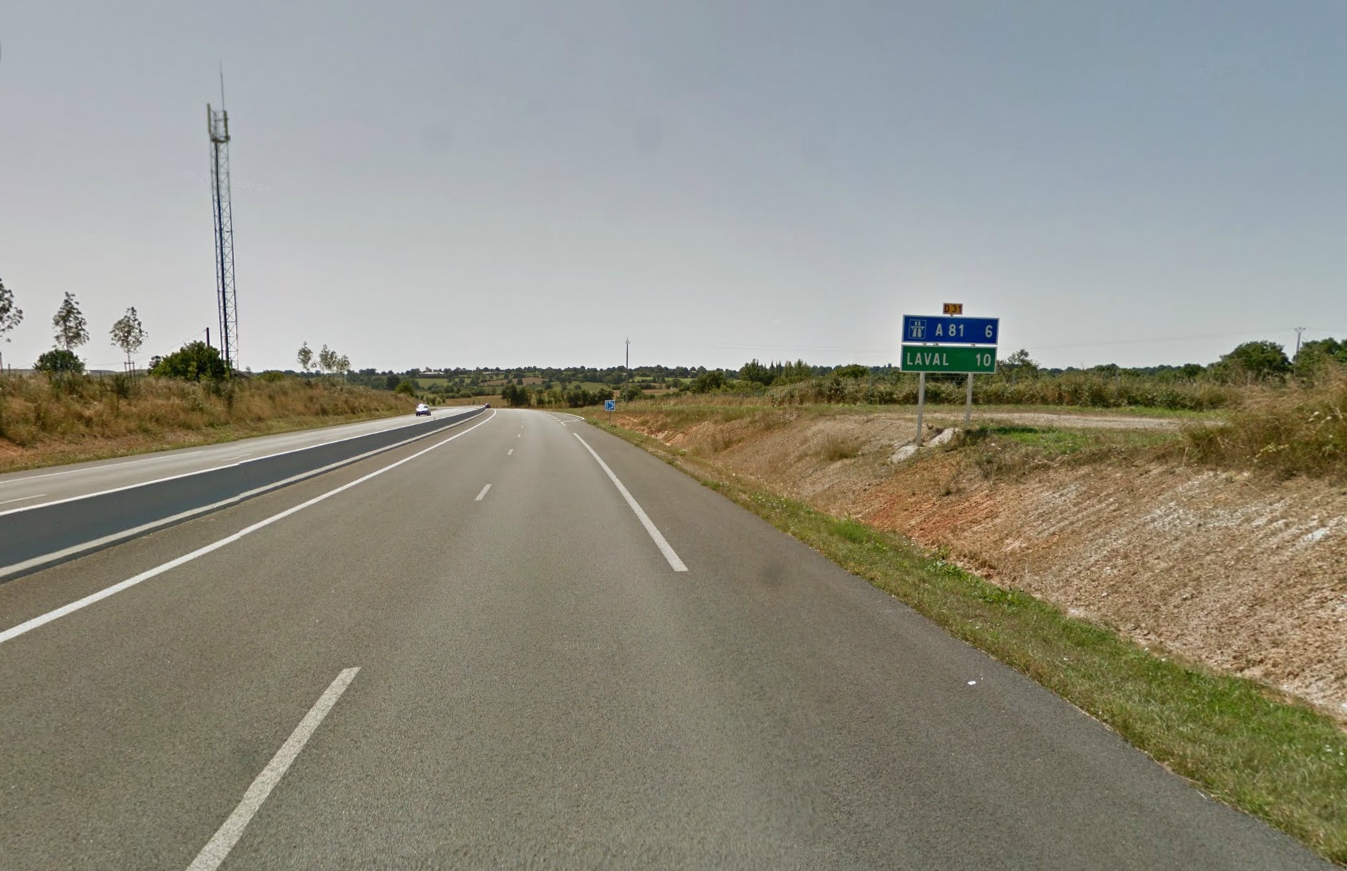
La RD31 à proximité de l'autoroute A81 et de Laval
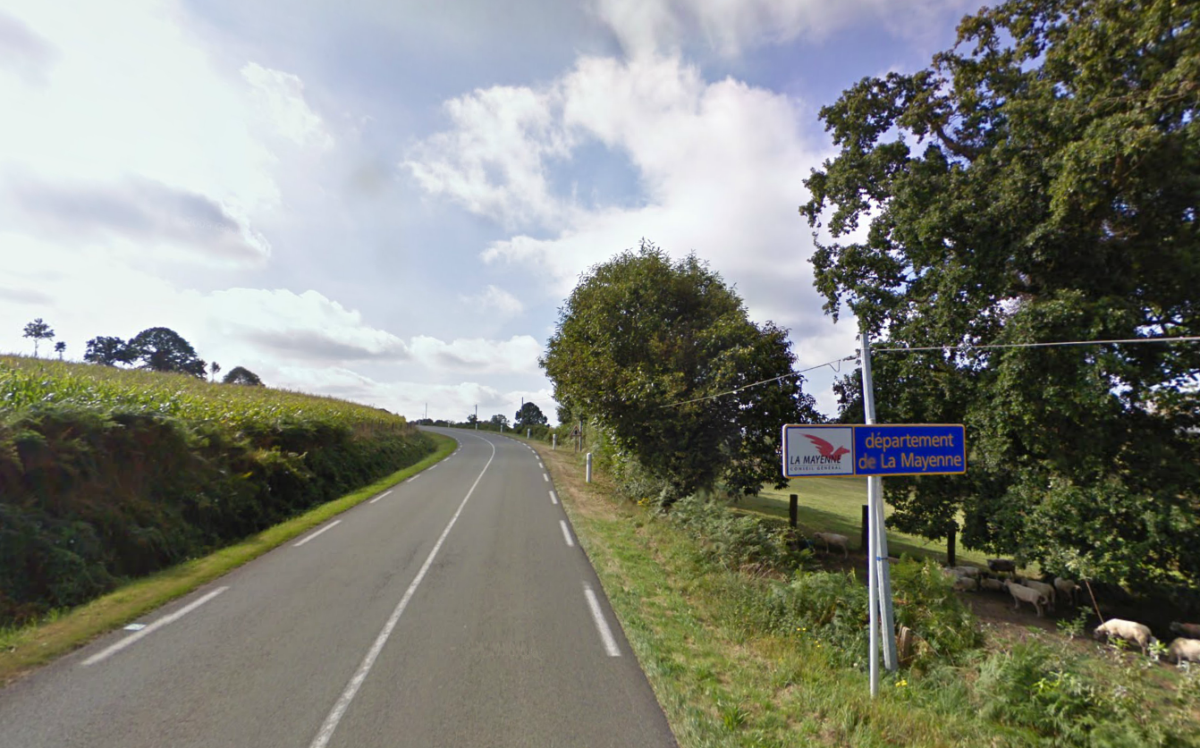
L'extrémité nord de la RD31 à Landivy